# Kurt Hillenbrand
Kurt Hillenbrand (* 16. September 1957 in Kronau) ist ein ehemaliger deutscher Sportschütze.

## Karriere
Kurt Hillenbrand vom SSV Kronau nahm ab 1968 an Wettbewerben im Sportschießen teil. Zum Schießsport kam er durch seinen Vater Ferdinand und seinen acht Jahre älteren Bruder Walter. Im Alter von 10 Jahren begann er regelmäßig unter Anleitung seines Bruders zu trainieren. Bereits im Alter von 12 Jahren wurde er mit dem Luftgewehr Deutscher Jugendmeister (Altersklasse bis 16 Jahre). Bei den Kleinkaliber-Europameisterschaften 1971 in Suhl startete er als jüngster Teilnehmer (13 Jahre) mit einer Sondergenehmigung. Schon als Junior bestritt er 1977 seine ersten Länderkämpfe in der Männer-Nationalmannschaft. 
Bei den Olympischen Spielen 1984 in Los Angeles belegte er im Kleinkaliber Dreistellungskampf den vierten Platz. Bei den Olympischen Spielen 1988 in Seoul war er ebenfalls Mitglied der Deutschen Olympiamannschaft. Dabei belegte er im Dreistellungskampf mit dem Kleinkaliber Rang 38, im liegenden Anschlag belegte er Rang 41. Mit der deutschen Nationalmannschaft wurde er 1978 in Seoul und 1981 in Santo Domingo Weltmeister mit dem Luftgewehr. Im Kleinkaliber-Liegendkampf gewann er 1985 in Zürich und 1987 in Havanna jeweils den Weltcup. Noch heute führen ihn die Statistiken als einen der erfolgreichsten Junioren-Schützen aller Zeiten. Zwischen 1972 und 1977 wurde er mit dem Luftgewehr und Kleinkalibergewehr insgesamt fünfmal Junioren-Europameister, davon gewann er drei in der Einzelwertung. Im Jahre 1989 beendete er nach 19 Jahren und 16 internationalen Meistertiteln seine internationale Schießsportkarriere. Schon im Jahr 1982 hatte ihm der Bundespräsident für hervorragende sportliche Leistungen das Silberne Lorbeerblatt verliehen. 
Auch für die Deutsche Polizeiauswahl war er in den olympischen Disziplinen sehr erfolgreich. Von 1979 bis 1999 wurde er insgesamt 18 Mal Polizei-Europameister, davon siebenmal in der Einzelwertung sowohl im Kleinkaliber Liegendkampf als auch im Kleinkaliber-Dreistellungskampf. Hierfür wurde er 2008 durch das Deutsche Polizeisportkuratorium (DPSK) als erster Sportler überhaupt für sein Lebenswerk ausgezeichnet. 
Zudem erwarb er die Trainer A-Lizenz des DOSB. Von 2007 bis 2018 war er Trainer der deutschen Polizeiauswahl. Von 2006 bis 2018 war er zudem Fachwart Schießen der Polizei des Landes Baden-Württemberg. Seit 2014 ist er verantwortlicher Trainer beim SSV Kronau und führte die 1. Mannschaft von der Oberliga in die 1. Bundesliga und dort zu drei Finalteilnahmen.